# Антипапа
Антипа́па (лат. Antipapa) — термин, которым в Римско-католической церкви принято именовать человека, незаконно носившего звание Папы. Обычно вопрос о том, кто из претендентов, одновременно оспаривавших папский сан, являлся законным папой, а кто — антипапой, решался уже после исторической «победы» приверженцев одного из них. Относительно некоторых претендентов на папство данная проблема не решена до сих пор.
Традиционно считается, что первым антипапой был Наталий (III век), а последним — Феликс V (1440—1449). Наиболее серьёзный раскол церкви, когда одновременно правили признаваемые разными странами два папы (а затем и три — в Риме, Авиньоне и Пизе) — это Великая схизма конца XIV — начала XV веков. Наличие сразу нескольких противоборствующих пап, а также слухи о коррупции, царившей при выборе пап, существенно подрывали авторитет церкви.
При принятии папами порядкового номера обычно номер папы, признанного антипапой, не учитывается. Но так бывает не всегда: например, Александр VI принял шестой номер, хотя Александр V был антипапой.
Антипапы (до Феликса V) включаются в официальный перечень римских пап (Annuario pontifico) c соответствующей пометкой.

## Перечень антипап
- Наталий (ок. 199 — ?)
- Святой Ипполит (ок. 217—235)
- Новациан (251 — ок. 268)
- Феликс II (355—358, до 22 ноября 365 претендент вне Рима)
- Урсин (366—367)
- Евлалий (29 декабря 418—419)
- Лаврентий (498, 501—505)
- Диоскор (22 сентября 530 — 14 октября 530) — возможно, законный папа; умер спустя 22 дня после избрания.
- Теодор (687)
- Пасхалий (687—692)
- Константин II (28 апреля 767—769)
- Филипп (768) — уже в самый день своего избрания возвратился в свой монастырь.
- Иоанн VIII (844)
- Анастасий (август 855 — сентябрь 855) — возможно, Анастасий Библиотекарь
- Христофор (октябрь 903 — январь 904)
- Бонифаций VII (июнь 974 — август 974, август 984 — 20 июля 985)
- Иоанн XVI (Иоанн Филагат) (апрель 997 — февраль 998)
- Григорий VI (1012)
- Бенедикт Х (граф Джованни Тусколо) (5 апреля 1058 — 24 ноября 1058)
- Гонорий II (Пьетро Кадало) (28 октября 1061—1072)
- Климент III (Виберто ди Парма) (25 июня 1080, 24 марта 1084 — 8 октября 1100)
- Теодорих (Джибер) (1100—1101)
- Адальберт (1101)
- Сильвестр IV (Маджинульфо) (18 ноября 1105—1111)
- Григорий VIII (Морис Бурден де Брага) (8 марта 1118—1121)
- Целестин II (Тибальдо Буккапекки) (декабрь 1124)
- Анаклет II (Пьетро Пьерлеоних) (24 февраля 1130 — 25 января 1138)
- Виктор IV (Грегорио деи Конти ди Санклементе) (март — 29 мая 1138)
- Виктор IV II (Оттавиано ди Монтичелли) (7 сентября 1159 — 20 апреля 1164) — собственно — Виктор V, но, возможно, средневековые хронисты не учитывали первого Виктора IV (кардинала Григория Конти), антипапу в 1138, поскольку тот через два месяца покорился законному папе Иннокентию II.
- Пасхалий III (Гвидо да Крема) (22 апреля 1164 — 20 сентября 1168)
- Каликст III (Джованни де Струми) (сентябрь 1168 — 29 августа 1178)
- Иннокентий III (Ланцо из Сецце или Ландон) (29 сентября 1179—1180)
- Николай V (Пьетро Райнальдуччи ди Корбарио) (12 мая 1328 — 25 августа 1330)
- Климент VII (граф Роберт Женевский) (20 сентября 1378 — 16 сентября 1394)
- Бенедикт XIII (Педро де Луна) (28 сентября 1394 — 26 июля 1417) — Констанцский собор низложил его 26 июля 1417, а Пизанский собор — 5 июня 1409. Его преемниками в «авиньонском» пленении были Климент VIII (10 июня 1423 —- 26 июля 1429; умер 28 декабря 1447), Бенедикт XIV (12 ноября 1425—1430) и Бенедикт XIV II (1433 — ?).
- Александр V (Петр Филарго) (26 июня 1409 — 3 мая 1410)
- Иоанн XXIII (Балтазар Косса) (17 мая 1410 — 29 мая 1415) — дата его низложения Констанцским собором; умер 22 ноября 1419.
- Климент VIII (Хиль Санчес Муньос) (10 июня 1423 — 26 июля 1429)
- Бенедикт XIV (Бернар Гарнье) (12 ноября 1425—1430 ?)
- Бенедикт XIV II (Жан Каррье) (1433—1438 ?)
- Феликс V (герцог Амадей VIII герцог Савойский) (5 ноября 1439 — 25 апреля 1449)

## Антипапы XX века
Некоторые группы седевакантистов, объявившие папский престол вакантным (sede vacante) после Второго Ватиканского собора, избрали своих собственных «римских понтификов», которых нередко называют антипапами. Впрочем, у них несравнимо меньше последователей, чем у средневековых антипап. В официальные перечни пап, издаваемые Ватиканом, они не включаются.
- Пётр II, в миру Игнатий Солтыс (Ігнатій Солтис), самопровозглашенный антипапа (1954—1981), глава Славянской Церкви Святого Духа (Слов’янська Церква Святого Духа).
- Григорий XVII, в миру Климент Домингес-и-Гомес (Clemente Domínguez y Gómez), самопровозглашенный антипапа (1978—2005), Испания, глава католической церкви Пальмарии (Palmarian Catholic Church).
- Пётр II, антипапа, в миру Мануэль Алонсо Коррал (Manuel Alonso Corral), сменил в 2005 на престоле католической церкви Пальмарии умершего Григория XVII, умер в 2011 году.
- Григорий XVIII, в миру Серхио Мария, сменил в 2011 году на престоле католической церкви Пальмарии умершего Петра II.
- Михаил I, антипапа, в миру Давид Боуден (David Bawden), самопровозглашённый в 1990—2022, Соединённые Штаты Америки.
- Пий XIII, антипапа, в миру Люциан Пульвермахер (Lucian Pulvermacher), самопровозглашён (1998 — 2009), Соединённые Штаты Америки, глава Истинно католической церкви (True Catholic Church).
- Иоанн XX. В миру Роберто Карневале, итальянец, в 2005 году провозгласивший себя папой римским и взявший себе имя, вакантное в списке пап.